# Марко Тајчевић
Марко Тајчевић (Осијек, 29. јануар 1900 — Београд, 19. јул 1984) био је српски композитор, учитељ музике и музички критичар. Сматран је за једну од водећих фигура музикологије свога времена на Балкану.
Основна музичка школа у Лазаревцу носи његово име.

## Радови
Тајчевић је познат по богатом раду на пољу вокалних дела. Нека од његових најпознатијих оркестарских, камерних и дела за клавир су:
- Седам балканских игара (за клавир) (1927)
- Седам балканских игара (за кларинет, виолончело и клавир)
- Варијације (1950)
- Сонатина (1953)
- Пет прелудија (1958)
- Две мале свите (1958)
- Српске игре (1959)

## Уџбеници
Марко Тајчевић је написао следеће уџбенике:
- Основи музичке писмености
- Општа наука о музици
- Основна теорија музике
- Контрапункт - један од најуспелијих домаћих уџбеника контрапункта и
- Збирка хармонских задатака